# Toyota 2000GT
De Toyota 2000GT is een tweezits GT die in een zeer beperkt aantal geproduceerd is door Toyota tussen 1967 en 1970. De 2000GT werd geïntroduceerd op de Tokyo Motor Show van 1965 en zorgde voor een ommekeer in het denken van de wereld op de auto-industrie van Japan, die tot dan toe bekendstond als de maker van saaie, praktische auto’s die op zijn minst de schijn van namaak over zich hadden. De 2000GT liet zien dat men in Japan ook sportauto’s kon bouwen die zich konden meten met zijn Europese concurrenten.  
Het magazine Road & Track testte een testversie van de 2000GT in 1967 en noemde het “een van de opwindendste en plezierige auto’s die we gereden hebben” en verkoos hem boven de Porsche 911. Tegenwoordig wordt de auto gezien als de eerste Japanse auto die een “collector's item” is geworden en ook de eerste Japanse Supercar. Exemplaren worden geveild voor bedragen tot zo’n 1 miljoen euro.

## Achtergrond
Het eerste ontwerp werd gemaakt door Yamaha, dat al veel auto-onderdelen produceerde voor de Japanse auto-industrie. Velen noemen de Duits-Amerikaanse ontwerper  Albrecht Graf von Goertz, een protegé van Raymond Loewy, als bedenker van de auto. Hij stapte in de vroege jaren 60 over naar Yamaha in Japan om een tweezits sportauto te ontwerpen voor Nissan. Een prototype werd gebouwd maar Nissan besloot om het project niet door te zetten. Omdat Yamaha ook werkte voor Toyota, op dat moment de meest conservatief geachte Japanse autofabrikant, werd het ontwerp ook aan hen aangeboden. Omdat Toyota graag zijn imago wilde verbeteren accepteerde Toyota het voorstel, zij het dat het grotendeels herontworpen werd door Toyota’s eigen ontwerper Saturo Nozaki.

## Uiterlijk

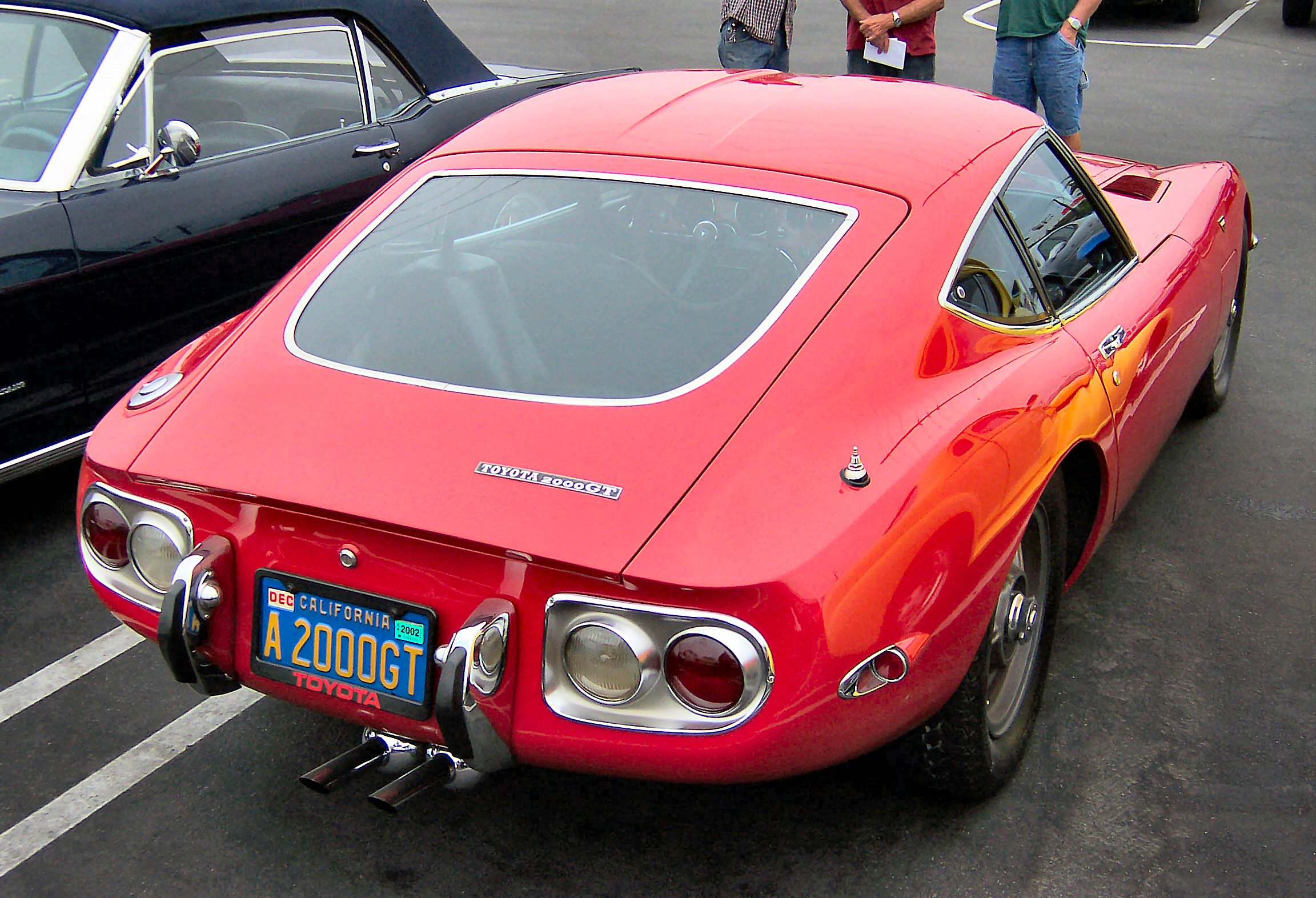
Toyota 2000GT achterkant

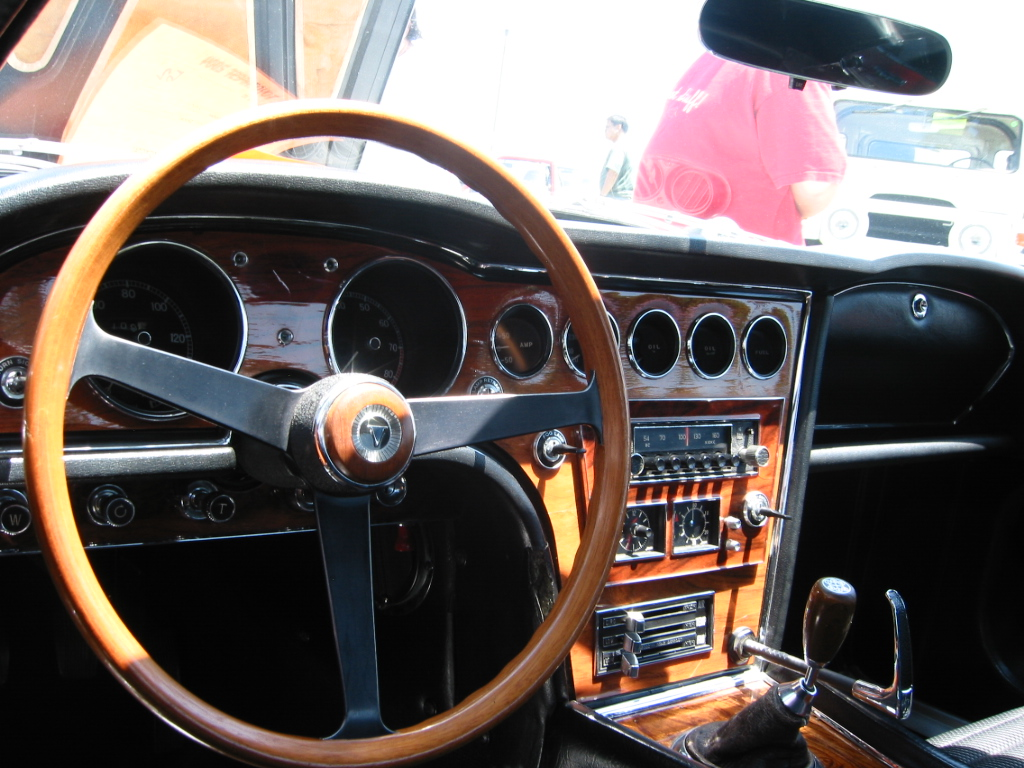
Toyota 2000GT dashboard

Het ontwerp van de 2000GT wordt algemeen beschouwd als uniek. Het glooiende plaatwerk was gemaakt van aluminium en de kenmerkende openklappende koplampen tezamen met de plexiglazen lampen naast de grille lijken op de Toyota Sports 800. Van bumpers is nauwelijks sprake waardoor de vaste lampen makkelijk konden beschadigen. De auto is erg laag, het hoogste punt ligt slechts 116 cm boven de grond. In 1969 werden de voorkant en het interieur nog enigszins aangepast. Zo werden de koplampen iets kleiner en werden de knipperlichten wat vergroot. De laatst geproduceerde exemplaren werden uitgerust met airconditioning en een optionele automatische versnellingsbak. Deze auto’s hadden een extra luchtinlaat onder de grille ten behoeve van de airconditioning. Voor de James Bondfilm You Only Live Twice werden twee cabrio-versies van de 2000GT gebouwd. Deze versie werd echter niet in productie genomen. 
Het interieur bood een comfortabele, zij het enigszins krappe binnenruimte met luxe voorzieningen zoals een palissander gefineerd dashboard en een zelfzoekende radio. Volgens Road & track was het interieur passend voor een “luxe GT”  en noemde het de 2000GT een “imposante auto om in te zitten of te rijden, of gewoon om te bewonderen”.

## Techniek
De motor was een 2,0 liter 6-cilinder lijnmotor gebaseerd op het topmodel van Toyota, de Crown sedan. Yamaha rustte de motor uit met een dubbele bovenliggende nokkenas waardoor hij een vermogen kreeg van 112 kW (150 pk). De motor werd uitgerust met drie Solex 40 BHH-carburateurs. 
Negen exemplaren van de 2000GT werden uitgerust met de grotere 2,3 liter 2M-motor met een enkele nokkenas. Deze auto zou in staat zijn om een topsnelheid van 217 km/h te halen. De motor werd langsgeplaatst en dreef de achterwielen aan via een 5-versnellingsbak. De auto was voorzien van een gelimiteerd slipdifferentieel en als eerste Japanse auto voorzien van rondom schijfremmen. De handrem greep direct aan op de achterremmen.

## Productie
Slechts 351 exemplaren van de productieversie van de 2000GT werden gebouwd, vergelijkbaar met de aantallen van de Italiaanse supersportauto’s. Volgens opgave van Toyota en Yamaha werden er 233 auto’s gebouwd van het type MF10, 109 van de MF10L en 9 MF12L’s. Alle auto’s werden door Yamaha gebouwd. De prijsstelling van de 2000GT was met 6800 dollar in de VS, veel duurder dan vergelijkbare modellen van Porsche en Jaguar. Toch wordt er aangenomen dat er geen winst op de auto’s gemaakt werd. Ze dienden meer als een proeve van bekwaamheid dan als een serieuze productieauto. Ongeveer 60 exemplaren werden geëxporteerd naar Noord-Amerika, en de rest verspreidde zich over de rest van de wereld. De meeste 2000GT’s werden in het wit of in het rood afgeleverd.

## James Bond
De 2000GT is het meest bekend geworden uit de James Bondfilm “You Only Live Twice” uit 1967, die grotendeels opgenomen werd in Japan. Speciaal voor de film werden twee cabrio-versies gebouwd. Dat wilde zeggen, de auto’s kregen überhaupt geen dak, slechts wat bekleding achter de stoelen moesten een opvouwbaar dak simuleren. Echte cabrio’s waren het daardoor eigenlijk niet. Aanvankelijk was het de bedoeling de auto’s uit te rusten met een Targa-dak, naar verluidt omdat Sean Connery te lang was voor het productiemodel. Toen het Targa-model klaar was stak Connery’s hoofd zo ver boven het dak uit dat het er te belachelijk uitzag en besloten werd de auto’s om te bouwen naar een cabrio-model. Overigens wordt de auto in de film voornamelijk bestuurd door bondgirl Aki (gespeeld door Akiko Wakabayashi).

## Tegenwoordig
Hoewel de 2000GT niet zo beroemd geworden is als latere Japanse sportauto’s zoals de Nissan Z-serie, wordt de 2000GT toch beschouwd als het eerste echte Japanse collector's item. Goede exemplaren leveren zeer hoge bedragen op op veilingen, hoewel het lastig is om aan reserveonderdelen te komen. Voor zover bekend zijn er in Nederland drie exemplaren. Eén exemplaar staat in het Louwman Museum, twee andere in Louwman's Toyota World. 
Personenauto's (leverbaar): Aygo · bZ4X · Camry · Corolla · C-HR · Highlander · Land Cruiser · Mirai · Prius · RAV4 · (GR) Supra · Yaris · Yaris Cross

Bedrijfswagens: Hilux · Proace

Niet meer leverbaar: 1000 · 2000GT · 4Runner · Auris · Avensis · Avensis Verso · Carina · Celica · Corolla Verso · Corona · Cressida · Crown · Dyna · FunCruiser · GT86 · Hiace · iQ · LiteAce · MR2 · Paseo · Picnic · Previa · Starlet · Tercel · Urban Cruiser · Verso · Verso-S · Yaris Verso